# Tecoluta 2.ª Sección
Tecoluta 2.ª Sección es una localidad del municipio de Nacajuca ubicado en la subregión centro del estado mexicano de Tabasco.

## Geografía
La localidad de Tecoluta 2.ª Sección se sitúa en las coordenadas geográficas 18°15′00″N 93°01′10″O / 18.250000, -93.019444, a una elevación de 1 metro sobre el nivel del mar.

## Demografía
Según el Conteo de Población y Vivienda 2020, efectuado por el Instituto Nacional de Estadística y Geografía, la localidad de Tecoluta 2.ª Sección tiene 1,869 habitantes, de los cuales 955 son del sexo masculino y 914 del sexo femenino. Su tasa de fecundidad es de 2.43 hijos por mujer y tiene 406 viviendas particulares habitadas.
| Gráfica de evolución demográfica de Tecoluta 2.ª Sección entre 1980 y 2020 |
|                                                                            |
| INEGI.                                                                     |